# Långbrottssjöarna
Långbrottssjöarna är en sjö i Härjedalens kommun i Härjedalen och ingår i Ljusnans huvudavrinningsområde. Sjön har en area på 0,219 kvadratkilometer och ligger 918,2 meter över havet. Sjön avvattnas av vattendraget Tännån.

## Delavrinningsområde
Långbrottssjöarna ingår i det delavrinningsområde (695500-131712) som SMHI kallar för Utloppet av Långbrottssjöarna. Medelhöjden är 959 meter över havet och ytan är 2,13 kvadratkilometer. Räknas de 2 avrinningsområdena uppströms in blir den ackumulerade arean 21,43 kvadratkilometer. Tännån som avvattnar avrinningsområdet har biflödesordning 2, vilket innebär att vattnet flödar genom totalt 2 vattendrag innan det når havet efter 430 kilometer. Avrinningsområdet består mestadels av kalfjäll (89 procent). Avrinningsområdet har 0,23 kvadratkilometer vattenytor vilket ger det en sjöprocent på 10,7 procent.